# Thang độ Fujita

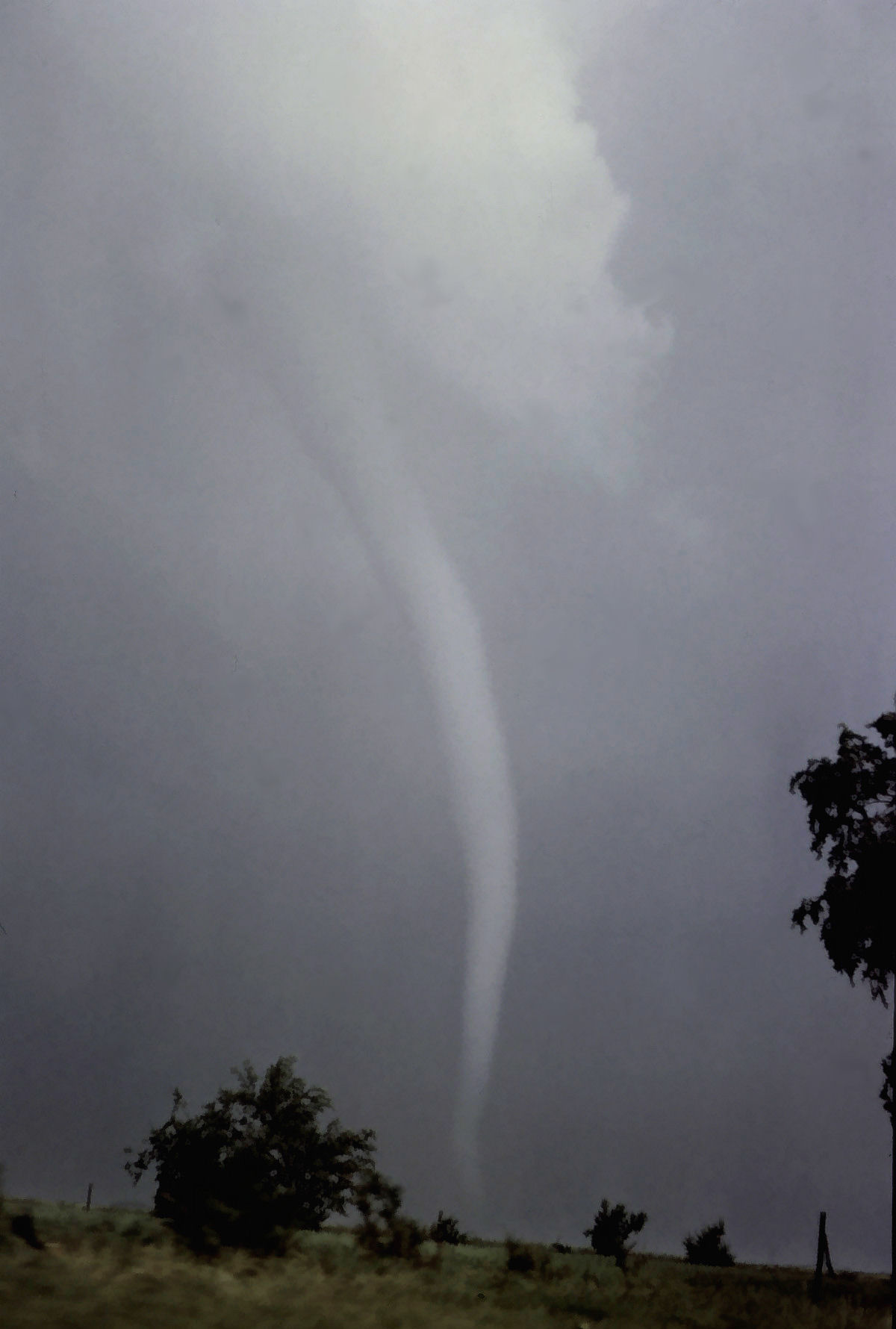
Lốc xoáy F2 cấp tại Union City, Oklahoma (1973)

Thang độ Fujita hay Thang độ Fujita–Pearson (ký hiệu là F) là một thang đo sức gió và khu vực ảnh hưởng của lốc xoáy được lập bởi nhà khí tượng học Fujita Tetsuya của Đại học Chicago năm 1971 và được cải tiến năm 1973 bởi Allen Pearson, giám đốc của Trung tâm Dự báo Bão nặng Quốc gia (nay là Trung tâm Dự báo Bão). Trong thời gian vài chục năm, thang Fujita được sử dụng ở phần nhiều quốc gia. Thay thế, Vương quốc Anh sử dụng Thang độ TORRO của Tổ chức Nghiên cứu về Lốc xoáy và Bão (TORRO).

## Cách sử dụng
Thang Fujita có khoảng 6 cấp khác nhau. Chúng tuỳ thuộc vào độ hủy diệt mà lốc xoáy gây nên. Độ hủy diệt được các nhà khí tượng học và kỹ sư xây dựng tính ra sau cuộc khảo sát trên đất và/hoặc từ không trung; và tùy trường hợp, dấu hiệu xoáy (xycloit) trên đất, dấu hiệu trên ra đa (như tiếng vọng hình móc), chuyện kể của người chứng kiến, bài báo, hình ảnh, và trắc quang.
| Cấp | Tốc độ gió | Tốc độ gió | Sức hủy diệt  | Gây ra                                                                                     | Gây ra                |
| Cấp | km/h       | mph        | Sức hủy diệt  | Gây ra                                                                                     | Gây ra                |
| --- | ---------- | ---------- | ------------- | ------------------------------------------------------------------------------------------ | --------------------- |
| F0  | 64–116     | 40–72      | Nhẹ           | Bẻ gãy cành cây, ống khói, an-ten                                                          | Thí dụ độ hủy diệt F0 |
| F1  | 117–180    | 73–112     | Trung bình    | Giật tung mái nhà, bẻ gãy cột đèn đường                                                    | Thí dụ độ hủy diệt F1 |
| F2  | 181–253    | 113–157    | Đáng kể       | Có thể thổi bay mái nhà,làm lật xe lửa và làm bật gốc cây lớn                              | Thí dụ độ hủy diệt F2 |
| F3  | 254–332    | 158–206    | Nghiêm trọng  | Thổi bay mái nhà, xô đổ tường, làm cây bật gốc và nâng ô tô khỏi mặt đất                   | Thí dụ độ hủy diệt F3 |
| F4  | 333–418    | 207–260    | Hủy diệt      | Có thể thổi bay những ngôi nhà có nền móng yếu.                                            | Thí dụ độ hủy diệt F4 |
| F5  | 419–512    | 261–318    | Siêu hủy diệt | Thổi bay hoàn toàn những ngôi nhà được xây dựng chắc chắn,cuốn ô tô , cây xa hàng trăm mét | Thí dụ độ hủy diệt F5 |

## Lịch sử

Biểu đồ các mối liên quan giữa các thang Beaufort, Fujita, và Mach

Tại Hoa Kỳ, các lốc xoáy xảy ra từ năm 1973 trở về sau được đánh giá vào lúc sau xảy ra, trong khi các báo cáo lốc xoáy từ 1950 đến 1972 trong Cơ sở dữ liệu Lốc xoáy Quốc gia của Cơ quan Quản trị Đại dương và Khí quyển Quốc gia (NOAA) được đánh giá vào khoảng 1973. Fujita đánh giá các lốc xoáy từ 1916 đến 1992 và Tom Grazulis của Dự án Lốc xoáy cũng đánh giá các lốc xoáy đáng kể (F2–F5 hoặc gây thiệt mạng) tại Hoa Kỳ kể từ năm 1880.
Thang độ lý tưởng ban đầu của Fujita có 13 cấp (F0–F12) để kết nối Thang sức gió Beaufort với Số Mach. F1 ứng với cấp 12 của thang Beaufort, còn F12 ứng với số Mach 1,0. F0 có nghĩa không có sức hủy diệt (bằng vào khoảng cấp 8 của thang Beaufort), giống như cấp 0 của thang Beaufort có nghĩa không có hoặc có ít gió. Từ các số tốc độ gió này, các cấp Fujita có miêu tả hủy diệt định tính, và các miêu tả này được sử dụng để phân loại lốc xoáy.
Theo ý định của Fujita, chỉ có các cấp F0–F5 sẽ được sử dụng trên thực tế, vì các cấp này miêu tả được các độ hủy diệt từ nhà gỗ bị hư cho đến ước lượng tốc độ gió tối đa. Tuy nhiên, ông cũng bổ sung cấp F6 với miêu tả "lốc xoáy không thể tưởng tượng", dành cho gió mạnh hơn F5 sẽ cần kỹ thuật phân tích hủy diệt cải tiến trong tương lai.
Lúc khi Fujita suy ra thang độ này, người ta có ít dữ liệu về độ hủy diệt mà gió có thể gây ra. Fujita và những nhà khoa học khác công nhận ngay rằng các tốc độ gió trong thang độ Fujita là phép đoán chừng và thực hiện một dự án phân tích kỹ sư sâu suốt những năm 1970. Cuộc nghiên cứu này, cũng như nghiên cứu về sau, cho biết rằng các độ hủy diệt chỉ cần tốc độ gió thấp hơn tốc độ trong thang F, nhất là đối với các cấp mạnh nhất. Ngoài ra, tuy thang độ miêu tả độ hủy diệt mà lốc xoáy gây nên, nhưng nó không nói đến chất lượng xây dựng và các nhân tố khác có thể làm yếu một công trình xây dựng. Fujita cố gắng giải quyết những vấn đề này năm 1992 với Thang độ Fujita chỉnh sửa (Modified Fujita Scale, MF), nhưng vào lúc đó ông đã về hưu và Cơ quan Thời tiết Quốc gia (NWS) chưa sẵn thay thế thang độ mới, cho nên đề nghị này có ít ảnh hưởng.
Ngày 1 tháng 2 năm 2007, Hoa Kỳ và một số nước khác thay thế thang độ Fujita bằng Thang độ Fujita cải tiến (Enhanced Fujita Scale, EF) được coi là chính xác hơn. Thang EF tiêu chuẩn hóa những miêu tả về độ hủy diệt đối với các công trình xây dựng và tự nhiên. Nó cũng ước lượng rõ hơn các tốc độ gió và không đặt tốc độ tối đa cho cấp cao nhất EF5. Vài quốc gia, bao gồm Canada và Pháp, vẫn còn sử dụng thang Fujita gốc.